# Armin Görtz
Pour les articles homonymes, voir Görtz.
Armin Görtz est un footballeur allemand né le 31 août 1959 à Dortmund. Il évolue au poste de milieu de terrain.

## Carrière
- 1981-1983 : Eintracht Francfort  Allemagne
- 1982-1983 : FSV Francfort  Allemagne
- 1983-1984 : KSK Beveren  Belgique
- 1984-1986 : KSV Waregem  Belgique
- 1986-1990 : FC Cologne  Allemagne
- 1990-1993 : Hertha BSC Berlin  Allemagne[1]

## Palmarès
- 2 sélections et 0 but en équipe d'Allemagne lors de l'année 1988
- Médaille de bronze aux Jeux olympiques d'été de 1988 avec l'Allemagne
- Vice-Champion d'Allemagne en 1989 et 1990 avec le FC Cologne